# Hidden Hands of a Sadist Nation
Hidden Hands of a Sadist Nation è il terzo album in studio del gruppo melodic death metal statunitense Darkest Hour, pubblicato nel 2003.

## Tracce
1. The Sadist Nation (feat. Tomas Lindberg) – 5:13
2. Pay Phones and Pills – 5:44
3. Oklahoma – 4:00
4. Marching to the Killing Rhythm - 4:20
5. The Misinformation Age (feat. Anders Björler) – 5:41
6. Seven Day Lie – 4:46
7. Accessible Losses – 8:03
8. The Patriot Virus – 5:17
9. Veritas, Aequitas (feat. Peter Wichers & Marcus Sunnesson) – 12:57

## Formazione
- John Henry - voce, piano
- Kris Norris - chitarra
- Mike Schleibaum - chitarra, piano
- Paul Burnette - basso
- Ryan Parrish - batteria, piano